# Francisco Fajardo Ruiz
Francisco Fajardo Ruiz (Ordizia, Guipúzcoa, 1965) es osteópata español y autor de una treintena de libros, artículos científicos y vídeos sobre Osteopatía, Terapias manuales y Nutrición. Ha sido el fundador del Instituto Internacional de Osteopatía Avanzada, del Centro de Investigación y Desarrollo Osteopático (C.I.D.O) y del Registro Nacional de Osteópatas (Registro de Osteópatas Profesionales). Ha contribuido al auge, desarrollo y notoriedad de la Osteopatía en España. Ha ejercido gran influencia en los países latinoamericanos impartiendo formaciones de osteopatía y cursos de postgrado. 

## Reseña biográfica
Empezó a trabajar en el mundo de la terapia manual y se formó como osteópata con profesionales de Francia, España y  Estados Unidos, donde la enseñanza está reglada. Ha sido uno de los principales promotores para la consecución de la regulación de la profesión de osteópata en España y el establecimiento de una titulación oficial de Osteopatía tal como existe en Estados Unidos, Francia, Australia, Nueva Zelanda, Inglaterra, Irlanda, Italia, Portugal, Finlandia, Islandia, Suiza, Principado de Liechtenstein, Turquía y Bélgica entre otros.
Considera al osteópata como un profesional que trabaja sobre la globalidad del organismo en interacción: músculos, articulaciones, vísceras, cráneo, fascias, sistema nervioso, fluidos y mente; buscando restablecer la funcionalidad. Considera que la alimentación es una parte fundamental para la salud, y que existen muchos intereses creados en la industria alimentaria que fomentan el consumo de productos dañinos, lo que desarrolla en su libro “Dime qué comes y te diré de qué enfermarás”. Ha sido el creador del método de terapia Sistema de Reequilibración Global (SRG), y de la Osteopatía Psicobiológica: Comunicación Subconsciente Tisular (CST).  Fue el fundador del Registro Nacional de Osteópatas -cuya denominación posterior es Registro de Osteópatas Profesionales (ROP)- y su primer director. Es el fundador y director del Instituto Internacional de Osteopatía Avanzada (IIOA), y ha sido el fundador del Centro de Investigación y Desarrollo Osteopático (CIDO).
Participa como ponente en congresos destacados del mundo de la osteopatía y las terapias manuales: Expomasaje, Sitem, Hispamas, Congreso de la Fundación de Terapias Manuales, Congreso Internacional I.D.O.T. (Brasil).  Ha impartido formaciones profesionales en casi toda la geografía española, así como en Estados Unidos y América Latina (Venezuela, México, Colombia, Brasil).

## Publicaciones
Es autor de numerosos manuales, guías y ensayos con más de una treintena de publicaciones; colabora regularmente en revistas del sector (O osteópata, Natural, Revista Yo Salud -We Are One-, Sentirse bien, etc.) y es el autor de 8 audiovisuales sobre el tema. Entre los libros cabe destacar: Colección Tratado de Osteopatía (publicados de 2014 a 2018, Editorial Dilema), Osteopatía Psicobiológica (Editorial Dilema, 2019) e Integración global del diagnóstico en osteopatía (Editorial Dilema, 2020); y entre los vídeos  Tratado de Osteopatía, volumen 1 (Editorial Dilema, 2014).